# Chrysura
Chrysura (лат.) — род ос-блестянок. Более 100 видов.

## Распространение
Голарктика. В Палеарктике более 90 видов. В Европе около 50 видов.

## Описание
Лицо относительно плоское без срединного скульптированного участка, иногда со срединной микроскульптурой, без поперечного лобного киля. Паразитируют на пчёлах семейства Megachilidae.
Диагностические признаки этого рода включают почти плоский и густо пунктированный лоб, отсутствие поперечного фронтального киля и длинное скуловое пространство. Обычно мандибула также зубчатая субапикально, проксимальные членики жгутика самца вздуты вентрально, а переднеспинка короче мезоскутеллума. Радиальная ячейка переднего крыла закрыта, а задний край тергита T3 округлый без апикальных зубцов.

## Систематика
Chrysura это второй по величине род в трибе Chrysidini. Он включает 117 валидных видов, из которых 106 распространены в Палеарктике.
- Chrysura arcadiae (Arens, 2001)[6]
- Chrysura auropicta (Mocsáry, 1889)
- Chrysura austriaca (Fabricius, 1804)
- Chrysura baccha (Balthasar, 1953)
- Chrysura candens (Germar, 1817)
- Chrysura ciliciensis (Mocsáry, 1914)
- Chrysura circe (Mocsáry, 1889)
- Chrysura cuprea (Rossi, 1790)
- Chrysura dichroa (Dahlbom, 1854)
- Chrysura filidichroa Rosa, 2024[7] (dichroa group)
- Chrysura filiformis (Mocsáry, 1889)
- Chrysura hirsuta (Gerstaecker, 1869)
- Chrysura hybrida (Lepeletier, 1806)
- Chrysura ignifrons Brullé, 1833
- Chrysura isabella (Trautmann, 1926)
- Chrysura izadiae (Strumia et al., 2016)[5]
- Chrysura judith (Balthasar, 1953)
- Chrysura laconiae (Arens, 2001)[6]
- Chrysura laevigata (Abeille de Perrin, 1879)
- Chrysura lydiae (Mocsáry, 1889)
- Chrysura psudodichroa (Linsenmaier, 1959)[8]
- Chrysura radians
- Chrysura purpureifrons (Abeille de Perrin, 1878)
- Chrysura rufiventris (Dahlbom, 1854)
- Chrysura refulgens (Spinola, 1806)
- Chrysura simplex (Dahlbom, 1854)
- Chrysura simulacra Linsenmaier, 1959
- Chrysura simuldichroa (Linsenmaier, 1969)[9]
- Chrysura sulcata (Dahlbom, 1845)
- Chrysura trimaculata (Förster, 1853)
- Chrysura varicornis Spinola, 1838
- Другие виды